# Рижский 11-й драгунский полк
11-й драгунский Рижский полк — армейская кавалерийская воинская часть (драгунский полк) ВС России.
Старшинство формирования с 27 января 1709 года. Полковой праздник — 1 октября, Покров Пресвятой Богородицы. С момента сформирования в Вооружённых силах Русского царства и Российской империи полк имел различные действительные наименования, представленные ниже.

## Места дислокации
- 1820 год — Павловск Воронежской губернии[1]. Полк входил в состав 2-й драгунской дивизии.

## История

### В царской и императорской армии
При русском царе Петре Алексеевиче, позже императоре прозванном «Великим», в коннице появляются отборные нижние чины — конно-гренадеры. В 1704 году, по представлению фельдмаршала Огильви, во всех драгунских полевых полках были введены гренадерские роты, по одной на полк.
Гренадерский полк полковника Гаврилы Семёновича Кропотова (11-й драгунский Рижский и 12-й драгунский Стародубовский), сформирован 27 января  1709 году под Полтавой из гренадерских рот Троицкого, Ингерманландского, Санкт-Петербургского, Казанского, Тверского, Нижегородского, Рязанского, Белозерского, Азовского и Ямбургского драгунских полков, как и два других  Роппа (13-й драгунский Военного ордена генерал-фельдмаршала графа Миниха) и Андрея Кропотова (в 1771 году был расформирован).
- 10.05.1725 — Драгунский полковника Гаврилы Семёновича Кропотова полк. Приведён в состав одной гренадерской и 9 фузелёрных рот
- 16.02.1727 — Суздальский драгунский полк по месту своего квартирования.
- 06.11.1727 — Драгунский Кропотова полк.
- 08.03.1730 — Присвоен герб: в золотом гербовом щите на голубом поле две красные башни с белыми спицами, между ними красные ворота, на которых рогатка и под ней львиная голова; по сторонам башен по половине чёрного орла с золотой короной, а над воротами, накрест положенные, два ключа и выше их крест и корона.
- 11.11.1727 — Рижский драгунский полк.
- 30.03.1756 — Рижский конно-гренадерский полк.
- 19.02.1762 — Рижский кирасирский полк.
- 25.04.1762 — Кирасирский генерал-майора Алексея Мельгунова полк.
- 05.07.1762 — Рижский конно-гренадерский полк.
- 14.01.1763 — Рижский карабинерный полк.
- 29.11.1796 — Рижский кирасирский полк.
- 30.12.1796 — Установлено красное приборное сукно, пуговицы жёлтого металла. Басон белый с двумя красными полосками, на ташке — жёлтый, на чепраках и чушках — жёлтый с красной полосой.
- 23.09.1798 — Пожалованы штандарты кирасирского образца: один белый с голубыми медальонами и четыре кофейных с голубыми медальонами, шитьё и бахрома золотые.
- 15.10.1798 — Кирасирский генерал-майора Миллера 2-го полк.
- 07.05.1800 — Кирасирский генерал-лейтенанта принца Александра Вюртембергского полк.
- 09.09.1800 — Кирасирский генерал-майора Хомякова полк.
- 10.09.1800 — Кирасирский генерал-лейтенанта принца Александра Вюртембергского полк.
- 31.03.1801 — Рижский кирасирский полк.
- 31.07.1801 — Рижский драгунский полк.
- 13.06.1806 — Один эскадрон направлен на составление Финляндского драгунского полка.
- 12.10.1811 — Часть чинов выделена на формирование Астраханского кирасирского полка.
- 02.07.1813 — Пожалованы Георгиевские серебряные трубы с надписью: «Рижскому Драгунскому полку, за храбрость въ сраженіи противъ Французскихъ войскъ при г. Гальберштадтђ, 18-го Мая 1813 года».
- 19.11.1814 — Пожалованы Георгиевские штандарты с надписью: «Въ воздаяніе отличныхъ подвиговъ, оказанныхъ въ минувшую кампанію».
- 11.03.1816 — Установлено старшинство полка с 1709 года.
- 25.06.1827 — Драгунский Его Королевского Высочества герцога Александра Вюртембергского полк.
- 20.12.1828 — Присвоен № 6.
- 21.03.1833 — Установлена серая масть лошадей. Приведён в состав 10 действующих, одного резервного эскадронов и нестроевой роты. Присоединены:
  - 7-й и 8-й эскадроны, бывшие 5-й и 6-й эскадроны Конноегерского Короля Вюртембергского полка (переданы серебряные трубы с надписью: «Конно-Егерскому Его Величества Короля Виртембергскаго полку, за храбрость при разбитіи 30.000 Турокъ при Шумлђ, 23-го іюля 1810 года», пожалованные 30.08.1810 года).
  - 9-й эскадрон, бывший 6-й эскадрон Татарского уланского полка (переданы серебряные трубы с надписью: «Татарскому Уланскому полку, за отличіе противъ непріятеля въ сраженіи у Теплица, 18-го августа 1813 года», пожалованные 20.08.1813 года).
  - 10-й эскадрон, сформированный из пешего резерва Конноегерского Короля Вюртембергского полка.
  - 11-й резервный эскадрон, сформированный из пешего резерва Драгунского полка и половины пешего резерва Литовского уланского полка.
- 08.07.1833 — Рижский драгунский полк.
- 03.04.1834 — 4-му дивизиону выдан штандарт образца 1827 года зелёного цвета с красными углами и серебряным шитьем из числа изготовленных для Лифляндского конноегерского полка.
- 23.03.1835 — Присоединён резервный эскадрон Астраханского кирасирского полка.
- 25.06 1838 — 1-му, 2-му и 3-му дивизионам пожалованы на штандарты юбилейные Александровские ленты, а всем дивизионам — скобы на древки штандартов с надписью: «1709. Гренадерскій Драгунскій Гаврилы Кропотова полкъ. 1813. Въ воздаяніе отличныхъ подвиговъ, оказанныхъ въ минувшую кампанію. 1838. Рижскаго Драгунскаго полка 1-го дивизіона».
- 23.12.1841 — Упразднён резервный эскадрон.
- 03.07.1856 — Драгунский Её Императорского Высочества Великой Княгини Екатерины Михайловны полк.
- 18.09.1856 — Приведён к составу 4-х действующих и одного резервного эскадрона. 5-й, 6-й, 7-й, 8-й и 10-й эскадроны выделены на составление Нежинского драгунского полка.
- 01.11.1856 — сформирован 6-й резервный эскадрон.
- 19.03.1857 — Рижский драгунский Её Императорского Высочества Великой Княгини Екатерины Михайловны полк.
- 24.12.1863 — Упразднён 6-й резервный эскадрон.
- 25.03.1864 — 11-й драгунский Рижский Её Императорского Высочества Великой Княгини Екатерины Михайловны полк.
- 30.10.1867 — Оставлен один Георгиевский штандарт (1-го дивизиона) с Юбилейной Александровской лентой и надписью на скобе.
- 17.04.1878 — Пожалован знак на головной убор с надписью «За отличіе въ Турецкую войну 1877 и 1878 годовъ».
- 18.08.1882 — 31-й драгунский Рижский Ея Императорского Высочества Великой Княгини Екатерины Михайловны полк.
- 31.10.1882 — Присвоена форменная одежда драгунского образца: светло-синие приборное сукно и жёлтый приборный металл. Воротник светло-синего цвета с тёмно-зелёной выпушкой и тёмно-зелёным клапаном.
- 05.05.1894 — 31-й драгунский Рижский полк.
- 15.02.1897 — Присвоены алое приборное сукно и жёлтый приборный металл. Воротник тёмно-зелёного цвета с алыми выпушкой и клапаном
- 06.12.1907 — 11-й драгунский Рижский полк.

- 27.01.1909 — В честь 200-летнего юбилея пожалованы полковой Георгиевский штандарт образца 1900 года с образом Спаса Нерукотворного, с красной каймой и золотым шитьем, с надписью «1709-1909», и Александровская орденская лента с надписью на банте — «1909 год».
- 1918 — расформирован.

### В Белом движении
- 12.1918 г. — в Одессе сформирован эскадрон Рижских драгун в составе Сводно-кавалерийского (с 1 мая 1919 3-го Конного) полка, входящего в Отдельную Одесскую стрелковую бригаду Добровольческой армии Одесского района.
- 3.1919 г. — при оставлении союзниками Одессы перешёл в Румынию.
- 5.1919 г. — на морском транспорте прибыл из Румынии в Новороссийск и был зачислен в 7-ю дивизию ВСЮР.
- 30.01-12.02.1920 г. — участвовал в Бредовском походе.
- 8.08.1920 г. — эскадрон Рижских драгун прибыл в Крым из Польши (находился там в лагерях после Бредовского похода) и вошёл в состав 7-го Кавалерийского полка.
- 22.08.1920 г. — эскадрон Рижских драгун в составе 2-го Кавалерийского полка.
- 9.10.1920 г. — эскадрон Рижских драгун в спешенном составе откомандирован в состав стрелкового полка 2-й Кавалерийской дивизии.
- 30.10.1920 г. — эскадрон и полк разбиты около дер. Мамут под Джанкоем. Остатки эскадрона рижских драгун в конце боя сложили оружие последними.

## Боевые походы
- 1709 — Северная война:
  - Полтавская битва.
  - боевые действия в Польше.
  - сражение под Одолянами.
- 1711 — Прутский поход.
- 1737 — штурм Очакова.
- 1739 — охрана границ по Днепру
  - дело у Синьковиц.
  - дело при Ставучанах.
- 1757 — Семилетняя война:
  - сражение у Вильны.
  - сражение при Гросс-Егерсдорфе.
- 1760 — капитуляция Берлина.
- 1768—1774 — русско-турецкая война:
  - 1769 — Хотин.
  - 1770 — Дарга; занятие Бухареста.
  - 1771 — дело под Журжей; дело при манастыре Вокарешти под Бухарестом.
  - 1773 — штурм Силистрии.
- 1794 — Подавление Польского восстания.
- 1807 — сражение у Прейсиш-Эйлау.
- 1812 — Отечественная война:
  - 16.06.1812 — участвовал в бою при Вилькомире
  - 19.07.1812 — участвовал в бою при Клястицах
  - 20.07.1812 — участвовал в бою при мызе Соколище (Боярщина)
  - 05.08.1812 — участвовал в бою при мызе Пресменицы
  - 06-07.10.1812 — участвовал в сражении при Полоцке
  - 14.10.1812 — участвовал в бою при местечке Ворны (Варны)
  - 18-19.10.1812 — участвовал в бою при Чашниках
  - 26.10.1812 — участвовал в бою при Витебске
  - 26.12.1812 — участвовал в осаде крепости Пилау (Пруссия)
- 1813—1815 — Заграничные походы:
  - 18.05.1813 — участвовал в бою при Гальберштадте (Вестфалия)
  - 26.05.1813 — участвовал в бою при местечке Таух (Саксония)
  - 25.08.1813 — участвовал в бою при Деневице
  - 16-18.09.1813 — участвовал в бою при Касселн (Гессен)
  - 06.10.1813 — участвовал в сражении при Лейпциге
  - 07-14.11.1813 — участвовал в боях при Гамбурге
  - 22.11.1813 — участвовал в бою при селении Барш (Дания)
  - 11.01.1814 — участвовал в бою при Марбурге (Ганновер)
  - 18.02.1814 — участвовал в бою при Суассоне
  - 21.02.1814 — участвовал в бою при Бериабаке (Бари-о-Бак)
  - 22.02.1814 — участвовал в бою при Краоне
  - 26.02.1814 — участвовал в бою при Лаоне
  - 14.03.1814 — участвовал в бою при Сен-Дизье
  - 1815 — участвовал в блокаде крепости Мец
  - 03.07.1815 — участвовал в бою при Армавиле.
- 1855 — Восточная война:
  - 04.08.1855 — сражение на реке Чёрная.
- 1877—1878 — русско-турецкая война:
  - Плевна.
  - Ловча.

## Шефы
- 25.04.1762—05.06.1762 — генерал-майор Мельгунов, Алексей Петрович
- 03.12.1796—26.02.1797 — генерал-лейтенант барон фон дер Пален, Пётр Алексеевич
- 26.02.1797—11.09.1797 — генерал-майор Сабуров, Иван Фёдорович
- 11.09.1797—16.10.1798 — генерал-майор Ширай, Степан Михайлович
- 16.10.1798—07.05.1800 — генерал-майор Миллер, Пётр Борисович
- 07.05.1800—09.09.1800 — генерал-лейтенант (с 14.08.1800 генерал от кавалерии) герцог Вюртембергский, Александр-Фридрих-Карл
- 09.09.1800—10.09.1800 — генерал-майор Хомяков, Григорий Афанасьевич
- 10.09.1800—01.09.1814 — генерал от кавалерии герцог Вюртембергский, Александр-Фридрих-Карл
- 25.06.1827—08.07.1833 — генерал от кавалерии герцог Вюртембергский, Александр-Фридрих-Карл
- 22.09.1845—05.03.1847 — генерал от кавалерии Потапов, Алексей Николаевич
- 03.07.1856—05.05.1894 — великая княгиня Екатерина Михайловна

## Командиры
- 27.01.1709 — 15.03.1719 — полковник (с 1709 бригадир) Кропотов, Гаврила Семёнович
- 15.03.1719 — 24.01.1726 — полковник князь Щербатов, Осип Иванович
- 24.05.1726 — 15.12.1731 — полковник Тимашов, Савва Алексеевич
- 15.12.1731 — 01.09.1736 — полковник Кропотов, Андрей Семёнович
- 09.12.1736 — 24.01.1739 — полковник Кропотов, Максим Иванович
- 09.05.1739 — 17.09.1742 — полковник князь Долгорукий, Владимир Петрович
- 04.10.1742 — 25.12.1755 — полковник Олиц, Пётр Иванович
- 03.03.1763 — 22.09.1767 — полковник (с 18.05.1766 бригадир) Давыдов, Иван Иванович
- 01.01.1770 — 07.03.1775 — полковник (с 1773 бригадир) Леонтьев, Михаил Николаевич
- 24.10.1775 — 07.08.1781 — полковник (с 24.11.1780 бригадир) Елагин, Василий Иванович
- 21.04.1787 — хх.хх.1793 — полковник (с 25.03.1791 бригадир) Обрезков, Александр Васильевич
- 01.03.1793 — 06.09.1798 — полковник (с 07.10.1797 генерал-майор) фон Ховен, Василий Егорович
- 06.09.1798 — 05.10.1798 — полковник фон Дистерло, Степан Егорович
- 24.10.1798 — 11.03.1799 — полковник Левиз, Фёдор Фёдорович
- 17.04.1799 — 07.05.1800 — подполковник (с 17.07.1799 полковник) Ростовский, Александр Андреевич
- 07.05.1800 — 21.08.1800 — генерал-майор Миллер, Пётр Борисович
- 13.10.1800 — 05.04.1801 — полковник Ростовский, Александр Андреевич
- 05.04.1801 — 02.10.1802 — генерал-майор Пушкин, Алексей Михайлович
- 03.10.1802 — 16.05.1803 — полковник Лешерн-фон-Герценфельд, Карл Карлович
- 12.11.1803 — 26.12.1807 — полковник (с 24.05.1807 генерал-майор) Ростовский, Александр Андреевич
- 13.01.1808 — 08.01.1813 — генерал-майор Балк, Михаил Дмитриевич
- 08.01.1813 — 1816[3] — полковник Кульнев, Николай Петрович
- 30.08.1816 — 06.12.1816 — полковник Семека, Савва Яковлевич
- 06.12.1816 — 30.08.1822 — полковник Розенбаум, Лаврентий Богданович
- 12.03.1823 — 21.10.1825 — полковник Базилевский, Иван Андреевич
- 21.10.1825 — 15.03.1831 — полковник Шиллинг, Яков Васильевич
- 19.04.1831 — 07.02.1834 — подполковник (с 20.09.1831 полковник) Беллау, Карл Андреевич
- 07.02.1834 — 01.09.1839 — полковник (с 30.08.1839 генерал-майор) Лебедь, Иосиф Яковлевич[4]
- 01.09.1839 — 03.10.1844 — полковник Преториус, Пётр Андреевич
- 23.10.1844 — 25.05.1851 — полковник (с 06.12.1850 генерал-майор) Величко, Иван Иванович
- 25.05.1851 — 06.05.1854 — полковник (с 26.11.1852 генерал-майор) Козловский, Виктор Степанович
- 06.05.1854 — 04.12.1857[5] — полковник (с 08.09.1855 генерал-майор) Врангель, Николай Ермолаевич
- 23.11.1867 — 27.07.1875 — полковник Гильдебрант, Платон Иванович
- 27.07.1875 — 05.05.1881 — полковник фон Вик, Фёдор Эрнестович
- 05.05.1881 — 17.05.1889 — полковник фон Адеркас, Владимир Викторович
- 17.05.1889 — 15.12.1894 — полковник (с 14.11.1894 генерал-майор) Бобылев, Фёдор Нилович
- 22.12.1894 — 28.03.1900 — полковник Шеманин, Дмитрий Яковлевич
- 19.04.1900 — 09.09.1904 — полковник барон фон дер Остен-Дризен, Александр Александрович
- 21.09.1904 — 11.03.1909 — полковник Синицын, Григорий Иванович
- 11.05.1909 — 11.05.1911 — полковник Ракшанин, Виктор Осипович (Иосифович)
- 11.05.1911 — 30.01.1916 — полковник Яковлев, Иван Иванович
- 08.02.1916 — после 26.10.1917 — полковник Тупальский, Карл-Болеслав Владиславович